# Ligne Filiovskaïa
La Ligne Filiovskaïa (en russe : Филёвская линия) est une ligne du métro de Moscou.

## Histoire
La ligne a été ouverte officiellement 7 novembre 1958 avec le segment Kievskaïa - Koutouzovskaïa. Le segment Kalininskaïa (Aleksandrovski sad) -
Kievskaïa (bâti en 1935 - 1938) est devenu le commencement de la ligne. Prolongement de la ligne:
- 1959 - Fili
- 1961 - Bagrationovskaïa Filiovski park, Pionerskaïa
- 1965 - Kountsevskaïa, Molodiojnaïa
- 1989 - Krylatskoïe
- 2005 - Kievskaïa - Vystavotchnaïa
- 2006 - Vystavotchnaïa - Mejdounarodnaïa.

En 2008 le segment Kountsevskaïa - Krylatskoïe est devenu la partie de la ligne Arbatsko-Pokrovskaïa. Le segment Kievskaïa - Kountsevskaïa passe par la terre. La longueur de la ligne est 14,9 km.
En 2016 - 2019 tous les stations situées sur la terre étaient reconstruits.

## Changements d'appellation
| Station            | Ancienne(s) dénomination(s) | Années    |
| ------------------ | --------------------------- | --------- |
| Aleksandrovski sad | Oulitsa Kominterna          | 1935-1946 |
| Aleksandrovski sad | Kalininskaïa                | 1946-1990 |
| Aleksandrovski sad | Vozdvijenka                 | 1990      |
| Vystavotchnaïa     | Delovoï tsentr              | 2005-2008 |

## Correspondances
| #  | Vers la ligne                 | Station                                    |
| -- | ----------------------------- | ------------------------------------------ |
| 01 | Sokolnitcheskaïa              | Aleksandrovski sad                         |
| 03 | Arbatsko-Pokrovskaïa          | Aleksandrovski sad,Kievskaïa,Kountsevskaïa |
| 05 | Koltsevaïa                    | Kievskaïa                                  |
| 08 | Kalininsko-Solntsevskaïa      | Vystavotchnaïa                             |
| 09 | Serpoukhovsko-Timiriazevskaïa | Aleksandrovski sad                         |
| 14 | Ceinture centrale de Moscou   | Mejdounarodnaïa, Koutouzovskaïa            |

## Dépôt et matériel roulant

### Dépôts
- «TCh-1 Severnoïe» — 1935—1953.
- «TCh-3 Izmaïlovo» — 1958—1962.
- «TCh-9 Fili» — à partir de 1962.

### Nombre de wagons et leur composition
- 4 — 1958—1974, 2005—2019 pour les wagons de type 81-740/741 («Rousitch»).
- 6 — 1974—2009, à partir de 2011.

### Types de wagons, en service sur la ligne
- A, Am, B, Bm — 1935—1953.
- V4 — 1958—1964.
- D — 1961—1992.
- Е, Еm, Ej — 1986—2009.
- 81-740.1/741.1 «Rousitch» — 2005—2019.
- 81-717/714 — 2011—2018.
- 81-765.2/766.2/767.2 «Moskva» — à partir de 2018.

### Détails techniques
Système de signalisation: blocage automatique.

## Développements récents et futurs
Il est prévu de construire entre Kievskaïa et Vystavotchnaïa la station Dorogomilovskaïa, avec une sortie sur Koutouzovsky prospect. Il est prévu également de construire une correspondance Borovitskaïa et Aleksandrovski sad.